# Le Mariage de Miss Nelly
Pour plus de détails, voir Fiche technique et Distribution.
Le Mariage de Miss Nelly est un film muet français réalisé par Louis Feuillade et sorti en 1913.

## Fiche technique
- Titre : Le Mariage de Miss Nelly
- Réalisation : Louis Feuillade
- Pays de production :  France
- Société de production :  Société des Etablissements L. Gaumont
- Format : Noir et blanc — 35 mm — 1,33:1  — film muet
- Métrage : 250 m
- Genre : Court métrage
- Dates de sortie : 
  - France : février 1913

## Distribution
- René Navarre
- Nelly Palmer
- Marthe Vinot